# Mutua Madrid Open 2016
Mutua Madrid Open 2016 — професійний тенісний турнір, що проходив на відкритих кортах з ґрунтовим покриттям Park Manzanares у Мадриді (Іспанія). Це був 15-й за ліком турнір серед чоловіків і 8-й - серед жінок. Належав до категорії Мастерс у рамках Туру ATP 2016 і серії Premier Mandatory в рамках Туру WTA 2016. Тривав з 30 квітня до 8 травня 2016 року.
1 травня організатори турніру встановили рекорд Гіннеса. 1474 особи, серед яких глядачі, гравці й організатори, упродовж десяти секунд одночасно набивали тенісним м'ячем на ракетках. Попередній рекорд, 767 особи, було встановлено на Відкритому чемпіонаті Китаю 2015.
Йон Ціріак, колишній румунський гравець ATP а тепер мільярдер, був тодішнім власником турніру.

## Очки і призові

### Нарахування очок
| Дисципліна                 | П    | Ф   | ПФ  | ЧФ  | 1/8 | 1/16 | 1/32 | Q   | Q2  | Q1  |
| Чоловіки, одиночний розряд | 1000 | 600 | 360 | 180 | 90  | 45   | 10   | 25  | 16  | 0   |
| Чоловіки, парний розряд    | 1000 | 600 | 360 | 180 | 90  | 0    | Н/Д  | Н/Д | Н/Д | Н/Д |
| Жінки, одиночний розряд    | 1000 | 650 | 390 | 215 | 120 | 65   | 10   | 30  | 20  | 2   |
| Жінки, парний розряд       | 1000 | 650 | 390 | 215 | 120 | 10   | Н/Д  | Н/Д | Н/Д | Н/Д |

### Призові гроші
| Дисципліна                 | П        | F        | ПФ       | ЧФ       | 1/8     | 1/16    | 1/32    | Q2     | Q1     |
| Чоловіки, одиночний розряд | €912,900 | €447,630 | €225,300 | €114,560 | €59,490 | €31,365 | €16,935 | €3,900 | €1,990 |
| Жінки, одиночний розряд    | €912,900 | €447,630 | €225,300 | €114,560 | €59,490 | €28,220 | €13,250 | €3,644 | €1,770 |
| Чоловіки, парний розряд    | €282,720 | €138,400 | €69,430  | €35,630  | €18,420 | €9,720  | Н/Д     | Н/Д    | Н/Д    |
| Жінки, парний розряд       | €282,720 | €138,400 | €69,433  | €35,630  | €18,025 | €9,280  | Н/Д     | Н/Д    | Н/Д    |

## Учасники основної сітки в рамках чоловічого турніру

### Сіяні учасники
| Країна          | Гравець               | Рейтинг1 | Сіяний |
| --------------- | --------------------- | -------- | ------ |
| Сербія          | Новак Джокович        | 1        | 1      |
| Велика Британія | Енді Маррей           | 2        | 2      |
| Швейцарія       | Роджер Федерер        | 3        | 3      |
| Швейцарія       | Стен Вавринка         | 4        | 4      |
| Іспанія         | Рафаель Надаль        | 5        | 5      |
| Японія          | Кей Нісікорі          | 6        | 6      |
| Франція         | Жо-Вілфрід Тсонга     | 7        | 7      |
| Чехія           | Томаш Бердих          | 8        | 8      |
| Іспанія         | Давид Феррер          | 9        | 9      |
| Франція         | Рішар Гаске           | 10       | 10     |
| Канада          | Мілош Раоніч          | 11       | 11     |
| Бельгія         | Давід Ґоффен          | 13       | 12     |
| Франція         | Гаель Монфіс          | 14       | 13     |
| Австрія         | Домінік Тім           | 15       | 14     |
| Іспанія         | Роберто Баутіста Аґут | 17       | 15     |
| Франція         | Жиль Сімон            | 18       | 16     |

- Рейтинг подано станом на 25 квітня 2016.

### Інші учасники
Учасники, що отримали вайлд-кард на участь в основній сітці:
- Ніколас Альмагро
- Пабло Карреньо Буста
- Хуан Монако
- Фернандо Вердаско

Учасниця, що потрапила в основну сітку завдяки захищеному рентингові:
- Хуан Мартін дель Потро

Нижче наведено гравців, які пробились в основну сітку через стадію кваліфікації:
- Роберто Карбальєс Баена
- Сантьяго Хіральдо
- П'єр-Юг Ербер
- Денис Істомін
- Деніс Кудла
- Люка Пуй
- Радек Штепанек

Як щасливий лузер в основну сітку потрапили такі гравці:
- Марсель Гранольєрс

### Відмовились від участі
До початку турніру
- Марин Чилич → його замінив  Вашек Поспішил
- Томмі Гаас → його замінив  Борна Чорич
- Джон Ізнер → його замінив  Теймураз Габашвілі
- Мартін Кліжан → його замінив Альберт Рамос-Віньйолас
- Андреас Сеппі → його замінив  Андрій Кузнєцов
- Роджер Федерер (late withdrawal) → його замінив  Марсель Гранольєрс

## Учасники основної сітки в парному розряді

### Сіяні пари
| Країна          | Гравець         | Країна   | Гравець        | Рейтинг1 | Сіяний |
| --------------- | --------------- | -------- | -------------- | -------- | ------ |
| Франція         | П'єр-Юг Ербер   | Франція  | Ніколя Маю     | 7        | 1      |
| Велика Британія | Джеймі Маррей   | Бразилія | Бруно Соарес   | 10       | 2      |
| Нідерланди      | Жан-Жульєн Роєр | Румунія  | Горія Текеу    | 11       | 3      |
| Хорватія        | Іван Додіг      | Бразилія | Марсело Мело   | 12       | 4      |
| США             | Боб Браян       | США      | Майк Браян     | 15       | 5      |
| Індія           | Роган Бопанна   | Румунія  | Флорін Мерджа  | 24       | 6      |
| Австрія         | Александер Пея  | Сербія   | Ненад Зімоньїч | 38       | 7      |
| Канада          | Вашек Поспішил  | США      | Джек Сок       | 42       | 8      |

- Рейтинг подано станом на 25 квітня 2016.

### Інші учасники
Нижче наведено пари, які отримали вайлдкард на участь в основній сітці:
- Магеш Бгупаті /  Фабріс Мартен
- Пабло Карреньо Буста /  Фернандо Вердаско

## Учасниці основної сітки в рамках жіночого турніру

### Сіяні учасниці
| Країна    | Гравчиня             | Рейтинг1 | Сіяна |
| --------- | -------------------- | -------- | ----- |
| Польща    | Агнешка Радванська   | 2        | 1     |
| Німеччина | Анджелік Кербер      | 3        | 2     |
| Іспанія   | Гарбінє Мугуруса     | 4        | 3     |
| Білорусь  | Вікторія Азаренко    | 5        | 4     |
| Чехія     | Петра Квітова        | 6        | 5     |
| Румунія   | Сімона Халеп         | 7        | 6     |
| Італія    | Роберта Вінчі        | 8        | 7     |
| Іспанія   | Карла Суарес Наварро | 11       | 8     |
| Росія     | Світлана Кузнецова   | 13       | 9     |
| Швейцарія | Тімеа Бачинскі       | 15       | 10    |
| Чехія     | Луціє Шафарова       | 16       | 11    |
| Україна   | Еліна Світоліна      | 17       | 12    |
| Чехія     | Кароліна Плішкова    | 18       | 13    |
| Сербія    | Ана Іванович         | 19       | 14    |
| Італія    | Сара Еррані          | 20       | 15    |
| США       | Слоун Стівенс        | 21       | 16    |

- Рейтинг подано станом на 25 квітня 2016.

### Інші учасниці
Нижче наведено учасниць, які отримали вайлд-кард на участь в основній сітці:
- Лара Арруабаррена
- Паула Бадоса Хіберт
- Сорана Кирстя
- Лурдес Домінгес Ліно
- Сара Соррібес Тормо

Такі учасниці отримали право на участь в основній сітці завдяки захищеному рейтингові:
- Карін Кнапп
- Лора Робсон

Нижче наведено гравчинь, які пробились в основну сітку через стадію кваліфікації:
- Луїза Чиріко
- Міряна Лучич-Бароні
- Моніка Пуїг
- Алісон Ріск
- Лаура Зігемунд
- Катерина Сінякова
- Патрісія Марія Тіг
- Олена Весніна

Як щасливий лузер в основну сітку потрапили такі гравчині:
- Гезер Вотсон

### Відмовились від участі
До початку турніру
- Белінда Бенчич (травма спини) → її замінила  Гезер Вотсон
- Флавія Пеннетта (завершила професійну кар'єру) → її замінила  Данка Ковінич
- Марія Шарапова (тимчасова заборона виступати) → її замінила  Анна-Лена Фрідзам
- Серена Вільямс (грип) → її замінила  Лора Робсон
- Вінус Вільямс (травма підколінного сухожилля) → її замінила  Крістіна Макгейл
- Каролін Возняцкі (травма правого гомілковостопного суглоба) → її замінила  Домініка Цібулкова

Під час турніру
- Вікторія Азаренко (травма спини)
- Каміла Джорджі (травма спини)
- Луціє Шафарова (хворобу шлунково-кишкового тракту)

### Знялись
- Паула Бадоса Хіберт (судоми)
- Джоанна Конта (запалення верхніх дихальних шляхів)

## Учасниці основної сітки в парному розряді

### Сіяні пари
| Країна            | Гравчиня            | Країна            | Гравчиня             | Рейтинг1 | Сіяна |
| ----------------- | ------------------- | ----------------- | -------------------- | -------- | ----- |
| Швейцарія         | Мартіна Хінгіс      | Індія             | Саня Мірза           | 2        | 1     |
| США               | Бетані Маттек-Сендс | Чехія             | Луціє Шафарова       | 8        | 2     |
| Угорщина          | Тімеа Бабош         | Казахстан         | Ярослава Шведова     | 15       | 3     |
| Китайський Тайбей | Чжань Хаоцін        | Китайський Тайбей | Чжань Юнжань         | 15       | 4     |
| Франція           | Каролін Гарсія      | Франція           | Крістіна Младенович  | 22       | 5     |
| Чехія             | Андреа Главачкова   | Чехія             | Луціє Градецька      | 22       | 6     |
| Іспанія           | Гарбінє Мугуруса    | Іспанія           | Карла Суарес Наварро | 33       | 7     |
| Росія             | Катерина Макарова   | Росія             | Олена Весніна        | 39       | 8     |

- Рейтинг подано станом на 25 квітня 2016.

### Інші учасниці
Нижче наведено пари, які отримали вайлдкард на участь в основній сітці:
- Паула Бадоса Хіберт /  Марія Хосе Мартінес Санчес
- Світлана Кузнецова /  Анастасія Павлюченкова
- Квета Пешке /  Барбора Стрицова
- Сільвія Солер Еспіноза /  Сара Соррібес Тормо

Наведені нижче пари отримали місце як заміна:
- Ралука Олару /  Алісія Росольська

### Відмовились від участі
До початку турніру
- Луціє Шафарова (хвороба шлунково-кишкового тракту)

Під час турніру
- Анастасія Павлюченкова (травма лівого аддуктора)
- Карла Суарес Наварро (запалення верхніх дихальних шляхів)

### Знялись
- Лаура Зігемунд (запаморочення)

## Переможці та фіналісти

### Одиночний розряд, чоловіки
- Новак Джокович —  Енді Маррей, 6–2, 3–6, 6–3

### Одиночний розряд, жінки
- Сімона Халеп —  Домініка Цібулкова, 6–2, 6–4

### Парний розряд, чоловіки
- Жан-Жульєн Роєр /  Горія Текеу —  Роган Бопанна /  Флорін Мерджа, 6–4, 7–6(7–5)

### Парний розряд, жінки
- Каролін Гарсія /  Крістіна Младенович —  Мартіна Хінгіс /  Саня Мірза, 6–4, 6–4